# Saint-Maurice-en-Valgodemard
Saint-Maurice-en-Valgodemard è un comune francese di 136 abitanti situato nel dipartimento delle Alte Alpi, nella regione della Provenza-Alpi-Costa Azzurra.
Si trova all'interno del parco nazionale des Écrins.

## Società

### Evoluzione demografica
Abitanti censiti